# Geopora
Geopora es un género de hongo tipo trufa de la familia Pyronemataceae, con unas 13 especies descritas. El género fue circunscrito por el micólogo Harvey Willson Harkness en 1885.
Los estudio filogenéticos moleculares indican que sería más adecuado que el Geopora apotético con forma de copa fuera ubicado en un género separado, Sepultaria. En cuyo caso Geopora  solo alojaría a Geopora cooperi y sus parientes cercanos.

## Especies
Entre las especies de este género, se cuentan:
- Geopora arenicola
- Geopora arenosa
- Geopora cercocarpi[5]
- Geopora cervina
- Geopora cooperi
- Geopora foliacea
- Geopora sepulta
- Geopora sumneriana
- Geopora tenuis